# Morze zamknięte
Morze zamknięte – w oceanografii morze odizolowane od wód oceanicznych, niebędące częścią wszechoceanu. Są to jeziora reliktowe, będące pozostałościami morza epikontynentalnego – np. Morze Kaspijskie, Jezioro Aralskie, Morze Martwe.